# در جاده (فیلم)
در جاده (فرانسوی: Sur la route‎) فیلمی در ژانر ماجراجویی و درام به کارگردانی والتر سالس است که در سال ۲۰۱۲ منتشر شد.

## بازیگران
- سام رایلی
- گرت هدلند
- کریستن استوارت
- ایمی آدامز
- تام استاریج
- آلیس براگا
- الیزابت ماس
- کیرستن دانست
- ویگو مورتنسن
- استیو بوشمی
- ترنس هاوارد
- گانیهدیو هورن
- سارا آلن